# Bisdom Siniandus
Het bisdom Siniandus (Latijn: Dioecesis Siniandena) (5e eeuw – tot minstens 9e eeuw) was een bisdom in de Oost-Romeinse stad Siniandus, in de provincie Pisidië. Dit oord ligt vandaag in het Turkse district Kızılören. Toen viel het onder Oost-Romeins en Byzantijns bestuur. Het bisdom Siniandus hing af van het aartsbisdom Antiochië in Pisidië. Bisschop Cononus nam deel aan het concilie van Trullo (692). Het einde van het bisdom onder Byzantijns bestuur, is onbekend.
Vanaf de 20e eeuw verleent de rooms-katholieke kerk de titel van bisschop van Siniandus als eretitel.